# 潘哈拉
潘哈拉（Panhala），是印度马哈拉施特拉邦Kolhapur县的一个城镇。总人口3450（2001年）。

## 人口
该地2001年总人口3450人，其中男性1975人，女性1475人；0—6岁人口360人，其中男194人，女166人；识字率82.99%，其中男性为88.25%，女性为75.93%。